# Kokzidiose der Hühnervögel

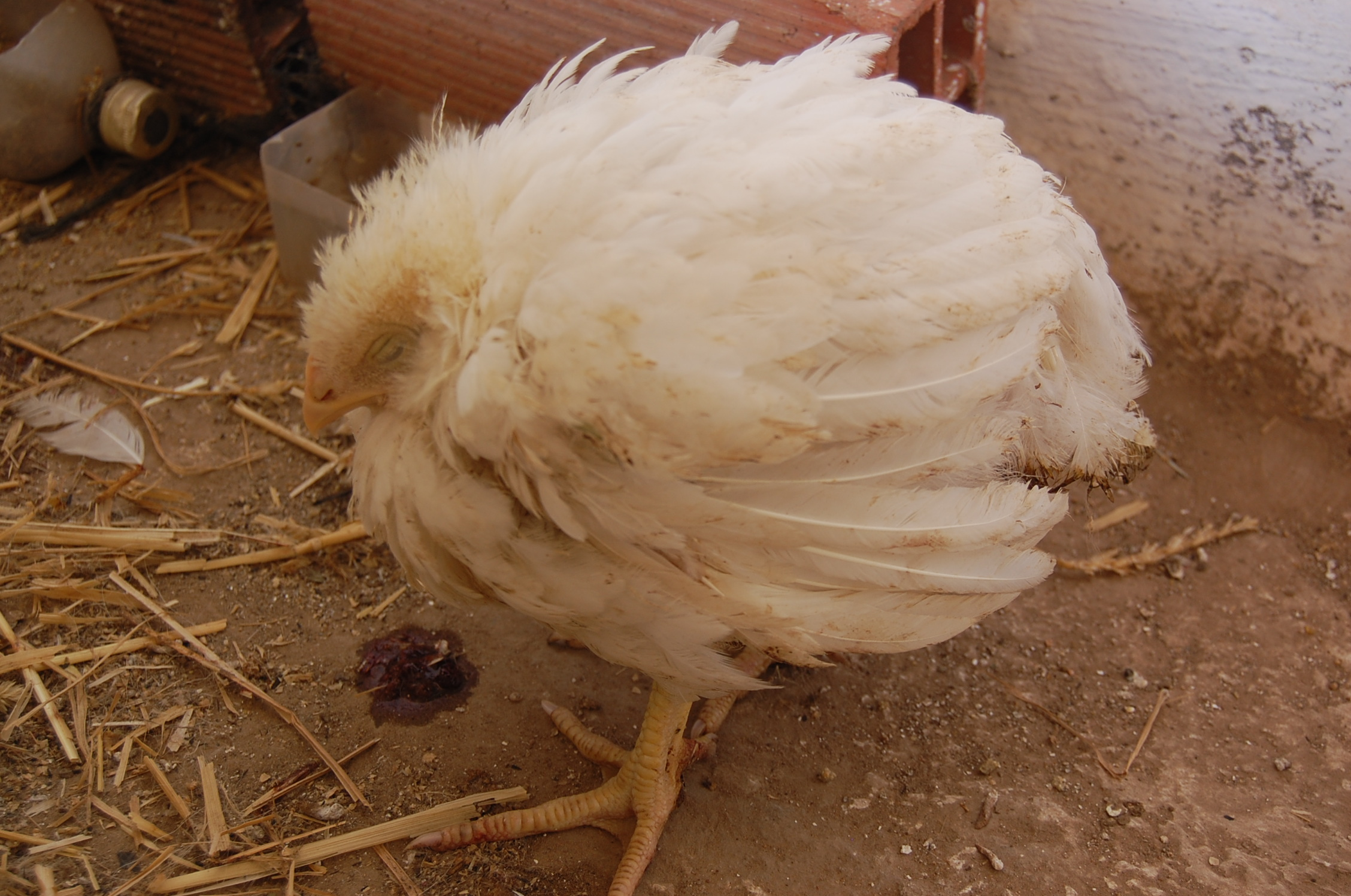
Masthähnchen mit akuter Blinddarmkokzidiose. Links vom Ständer ist blutiger Durchfall sichtbar.

Die Kokzidiose der Hühnervögel ist eine häufige parasitäre Erkrankung der Hühnervögel. Sie wird durch bestimmte Einzeller (Protozoen), die sogenannten Kokzidien verursacht, die der Gattung Eimeria angehören. Die Kokzidiosen der Hühnervögel sind vornehmlich Darmkokzidiosen.

## Erreger
Die Infektion erfolgt durch Aufnahme von sporulierten Oozysten über kotverschmutztes Futter. Kokzidienoozysten sind außerordentlich umweltstabil und können ein Jahr lang infektiös bleiben. Die Sporulation erfolgt bei Feuchtigkeit, Wärme und Sauerstoff und findet dadurch vor allem in der Einstreu statt. Das Infektionsrisiko ist in überfüllten Ausläufen am größten. Erwachsene Tiere erkranken nur bei stark pathogenen Erregern oder hohen Infektionsdosen und schlechtem Allgemeinzustand. Sie stellen als Dauerausscheider das Reservoir für die Kokzidien dar.
| Hühnervogel  | vorkommende Eimeria-Arten |
| ------------ | --- |
| Haushuhn     | stark pathogen: E. tenella, E. necatrix mäßig pathogen: E. acervulina, E. brunetti, E. hagani, E. maxima, E. mivati, E. mitis, E. praecox |
| Haustruthuhn | E. adenoeides, E. dispersa, E. gallopavonis, E. innocus, E. meleagridis, E. meleagrimitis, E. subrotunda                                  |
| Perlhuhn     | E. grenieri |
| Fasan        | E. colchici |

### Blinddarmkokzidiose („Rote Kükenruhr“)

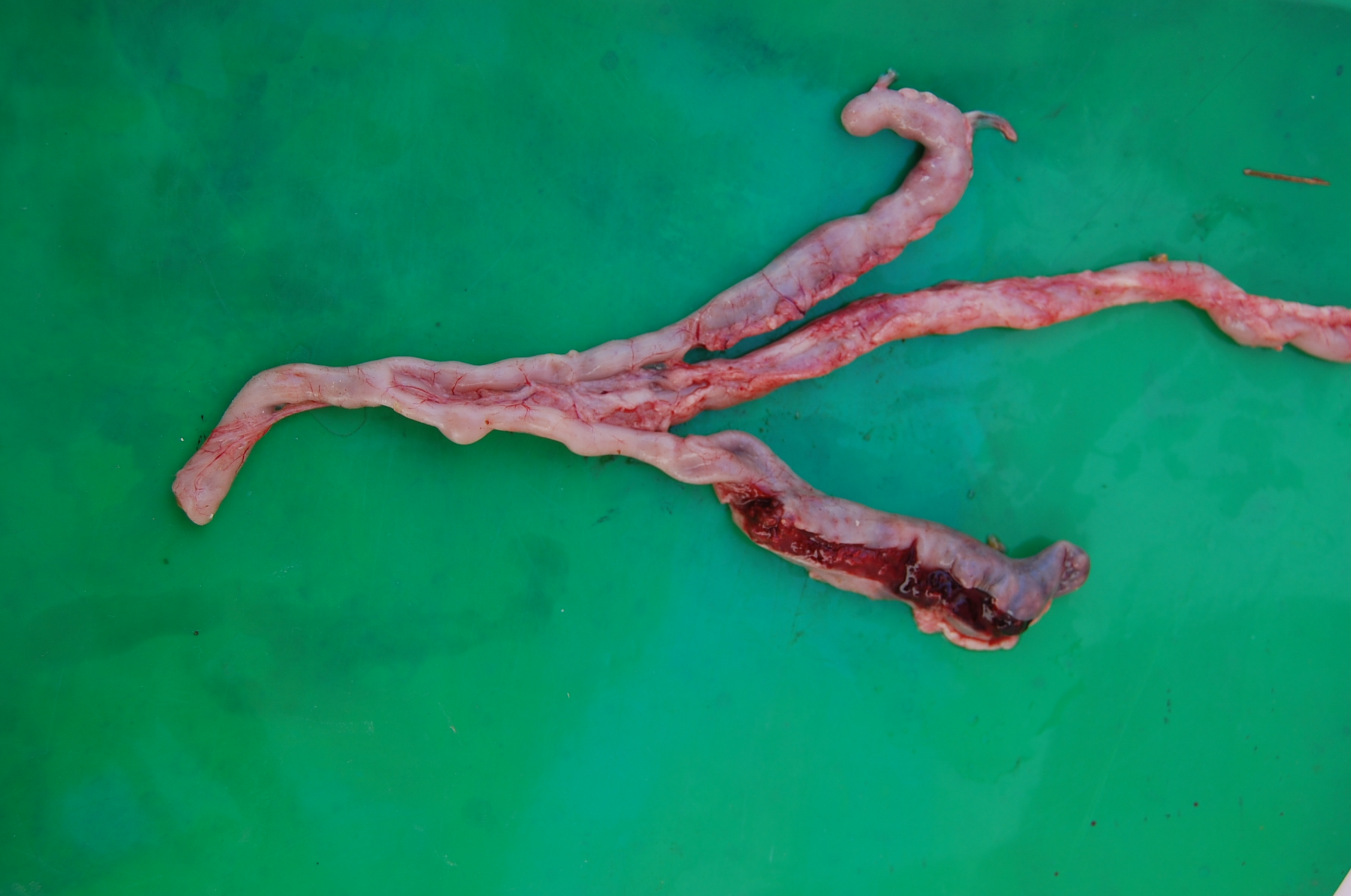
Hüft- und Enddarm sowie beide Blinddärme. Der rechte Blinddarm ist eröffnet und mit blutigem Darminhalt gefüllt.

Der Erreger der Roten Kükenruhr ist Eimeria tenella. Sie tritt als akute Krankheit vor allem bei Küken des Haushuhns im Alter von 6 bis 8 Wochen auf („Rote Kükenruhr“), die Alttiere sind zumeist nur Träger der Erreger ohne selbst klinisch zu erkranken. Andere Hühnervögel erkranken praktisch nie an dieser Kokzidioseform. Eimeria tenella befällt das Epithel des Blinddarmes und verursacht eine hämorrhagische Entzündung des Blinddarms (Typhlitis).

### Dünndarmkokzidiosen
Kokzidiosen des Dünndarms kommen bei allen Hühnervögeln vor und betreffen ebenfalls vor allem Küken und geschwächte Tiere. Sie verursachen eine Entzündung des Dünndarms (Enteritis), z. T. mit punktförmigen Blutungen und teilweisem Gewebszerfall, selten kann es auch zu hämorrhagischen Entzündungen kommen.
Dünndarmkokzidiosen werden durch verschiedene Kokzidienarten, die häufig auch als Mischinfektion auftreten, hervorgerufen. Nach dem Grad der Pathogenität (krankheitsauslösende Potenz) unterscheidet man stark pathogene Erreger wie Eimeria tenella und Eimeria necatrix  sowie mäßig pathogene.

### Enddarmkokzidiosen
Einige Kokzidienarten befallen vorzugsweise den Enddarm und die Kloake, wie E. brunetti und E. gallopavonis.

## Klinisches Bild

### Blinddarmkokzidiose
Die Rote Kükenruhr geht mit blutigen Durchfällen einher und kann bei Küken eine Mortalitätsrate von 80 % erreichen.

### Dünn- und Enddarmkokzidiose
Die Darmkokzidiosen verursachen einen wässrig-schleimigen, seltener blutigen Durchfall, der durch den Flüssigkeitsverlust tödlich enden kann. Bei älteren Tieren oder schwach pathogenen Eimeria-Arten verläuft die Infektion weniger ausgeprägt und kann sich in Appetitlosigkeit, Abmagerung, Abgeschlagenheit und Schwäche zeigen. Bei Hühnern beträgt die Mortalität bis zu 30 %, ähnliche Verlustraten können bei schlechten Haltungsbedingungen bei Wachteln, Fasanen und Pfauen auftreten, bei Puten ist die Sterblichkeitsrate meist geringer.

## Diagnose
Die Diagnose erfolgt durch den mikroskopischen Nachweis der Kokzidien im Kot.

## Therapie
Die Behandlung erfolgt durch kokzidienwirksame Medikamente wie Sulfonamide wie Sulfachlorpyrazin oder Sulfadimidin. Darüber hinaus sind Toltrazuril und Clazuril wirksam. Bei der Roten Kükenruhr ist Amprolium sehr gut wirksam. Unterstützend wird die Gabe von Multivitaminpräparaten empfohlen.

## Prophylaxe
Vorbeugend können Hygiene und Desinfektionsmaßnahmen eingesetzt werden. Bereits kochendes Wasser ist zur Inaktivierung der Oozysten ausreichend. Eine zu hohe Besatzdichte ist zu vermeiden, Wechselausläufe sind empfehlenswert. Bei einem Ausbruch sollten Erdboden bzw. Einstreu abgetragen werden. Wirksame Desinfektionsmittel sind z. B. Kresole. Hühner können prophylaktisch mit einem Kokzidiostatikum behandelt werden. Auch eine Schutzimpfung einwöchiger Küken über das Trinkwasser (Paracox 8®) ist ebenfalls wirksam.